# Ines Härtel
Ines Härtel (* 20. Juni 1972 in Staßfurt) ist eine deutsche Rechtswissenschaftlerin und Richterin des Bundesverfassungsgerichts. Sie ist die erste in der DDR geborene Person, die in das Richteramt am Bundesverfassungsgericht gewählt wurde.

## Leben
Ines Härtel absolvierte den Großteil ihrer Schulzeit in der DDR; das Abitur legte sie im wiedervereinigten Deutschland ab.

## Karriere
Härtel studierte Rechtswissenschaft an der Georg-August-Universität Göttingen. 1995 absolvierte sie ihr Erstes und 1998 das Zweite juristische Staatsexamen. Sie war Lehrbeauftragte an der Universität Halle-Wittenberg. Die Promotion schloss sie in Göttingen mit einer rechtsvergleichenden Arbeit zum Agrar- und Umweltrecht 2001 ab, gefördert wurde sie als Stipendiatin durch die Deutsche Bundesstiftung Umwelt. Die Habilitation erfolgte 2005 ebenfalls dort mit einer Schrift über die „Europäische Rechtsetzung“, verbunden mit der Erteilung der venia legendi für Öffentliches Recht, Europarecht und Rechtsvergleichung. Sie war von 2003 bis 2009 Geschäftsführerin des Institutes für Landwirtschaftsrecht an der Georg-August-Universität Göttingen, zugleich Mitherausgeberin der Schriftenreihe zum Agrar-, Umwelt- und Verbraucherschutzrecht. Von 2009 bis 2014 war sie Universitätsprofessorin an der Juristischen Fakultät der Ruhr-Universität Bochum, Inhaberin des Lehrstuhles für Öffentliches Recht, Verwaltungs-, Europa-, Agrar- und Umweltrecht. Von 2010 bis 2014 war Härtel Direktorin des Institutes für Berg- und Energierecht der Ruhr-Universität Bochum. Sie ist seit 2014 Universitätsprofessorin an der Juristischen Fakultät der Europa-Universität Viadrina, Inhaberin des Lehrstuhles für Öffentliches Recht, Verwaltungs-, Europa-, Umwelt-, Agrar- und Ernährungswirtschaftsrecht. Von 2015 bis 2017 war sie dortige Vizepräsidentin. Von 2017 bis 2019 war Härtel Richterin im Nebenamt am Oberverwaltungsgericht Berlin-Brandenburg. Als Mitglied des Digitalbeirates des Landes Brandenburg (2018/2019) war sie politikberatend tätig.

## Tätigkeit am Verfassungsgericht
Am 1. Juli 2020 nominierten die SPD-regierten Bundesländer, denen das Vorschlagsrecht zustand, Härtel für die Wahl zur Richterin des Bundesverfassungsgerichts. Am 3. Juli wurde sie vom Bundesrat als Richterin in den Ersten Senat des Bundesverfassungsgerichts gewählt. Die Ernennung durch den Bundespräsidenten fand am 10. Juli 2020 statt; zugleich erfolgte ihre Vereidigung. Im Richteramt folgt sie Johannes Masing mit Zuständigkeiten für Meinungs- und Pressefreiheit, Persönlichkeitsrechte und Datenschutz.

## Forschung und Lehre
Zu den Schwerpunkten in Forschung und Lehre von Härtel gehören u. a. Datenschutzrecht und Digitalrecht, speziell Grundlagen und Probleme der Gegenwart; ferner Öffentliches Recht, Verwaltungs-, Europa-, Umwelt-, Agrar- und Ernährungswirtschaftsrecht.

## Schriften (Auswahl)
- Handbuch europäische Rechtsetzung. Springer, Berlin/Heidelberg 2006, ISBN 3-540-30664-1.
- als Herausgeberin: Handbuch Föderalismus – Föderalismus als demokratische Rechtsordnung und Rechtskultur in Deutschland, Europa und der Welt. Springer, Berlin/Heidelberg 2012, ISBN 978-3-642-01573-1.
  - Band I: Grundlagen des Föderalismus und der deutsche Bundesstaat.
  - Band II: Probleme, Reformen, Perspektiven des deutschen Föderalismus
  - Band III: Entfaltungsbereiche des Föderalismus
  - Band IV: Föderalismus in Europa und der Welt
- als Herausgeberin: Wege der Ernährungswirtschaft – global, regional, europäisch. NOMOS, Baden-Baden 2017, ISBN 3-8487-3726-4.
- Digitalisierung im Lichte des Verfassungsrechts – Algorithmen, Predictive Policing, autonomes Fahren. In: Landes- und Kommunalverwaltung (LKV) 2019, S. 49–60.
- Agrar-Digitalrecht für eine nachhaltige Landwirtschaft 4.0. In: Natur und Recht 2019, S. 577–586.